# Nostriano de Nápoles
Nostriano de Nápoles (s. V - Nápoles, entre el 452 y el 465) fue un obispo italiano del siglo V.

## Hagiografía
Su nombre, de origen latino significaː El que pertenece a nuestra patria.
Nostriano fue obispo de Nápoles, por 17 años, según cuenta el diácono Juan, autor de su relato. Haciendo cálculos, con base en el estimado de su muerte, fue elegido obispo entre los años 530 a 535 o incluso más.
En octubre del 539, una horda de Vándalos, dirigidos por Genserico, invadió la romana Cartago y la ciudad cayó bajo su dominio. Esto obligó a los clérigos a huir de la ciudad. Entre los inmigrantes estaban Gaudioso de Abitina y Quodvultdeus, obispo de Cartago; los inmigrantes llegaron a Nápoles, donde Nostriano los acogió.
Entre sus obras destacables estaba la construcción de termas para uso clerical y público, que algunos documentos de siglos posteriores registraron bajo los nombres de Vicus Nostrianus y Platea Nostriana, ubicadas en el antiguo Foro Romano de Augusto; posteriormente se les dio el nombre de S. Ianuarii ad diaconiam
Nostriano ordenó el arresto de Floro, antiguo obispo que fue condenado en el Concilio de Éfeso, y que recorría la diócesis predicando sus doctrinas, consideradas heréticas, pues apoyaba el arrianismo, y hasta se declaraba maniqueísta
Nostriano falleció entre los años 452 y 465, de causas naturales.

## Onomástico y Culto público
Posterior a su muerte, Nostriano fue enterrado en las Catacumbas de San Gaudiano, lugar donde reposaron sus restos, hasta el siglo X, cuando se le trasladaron a la Iglesia de San Gennaro all'Olmo. El 16 de agosto de 1612, sus restos fueron exhumados y se le trasladaron al altar mayor del templo de San Genaro.
Su culto es tan antiguo que, el 2 de mayo de 1878, el Papa León XIII, lo confirmó. Nostriano es venerado el 14 de febrero, día en que la Sagrada Congregación de Ritos, el mismo día de su confirmación como santo, estableció su fiesta litúrgica. Decio Carafa, arzobispo de Nápoles, en 1619, estableció el 16 de agosto, por la fecha del traslado de sus restos, pero esta fecha se cambió por la vigente.